# L'orafo
L'orafo è un film del 2022 diretto da Vincenzo Ricchiuto.

## Trama
Il film inizia con tre bambini che fuggono dopo aver rubato una croce d’oro ad un uomo. Lui li raggiunge in un campo e l’unica bambina del gruppetto quando vengono raggiunti, pugnala a morte l’inseguitore. Così il nostro malcapitato si ritrova derubato e ucciso. Arriviamo ai giorni nostri, dove i tre bambini sono cresciuti e sono diventati tre ladri di professione, rispondono ai nomi di Stefano, Arianna e Roberto. Stefano ha una storia con Arianna. Hanno avuto una soffiata su una casa di campagna dove lavora un orafo che ha un laboratorio ben fornito. Si appostano fuori e scattata l’ora in cui gli anziani proprietari vanno a letto, indossano delle maschere da bebè ed etrano in casa ma non trovando nulla, decidono quindi di svegliare i due anziani e costringerli a rivelare loro il nascondiglio. Dopo aver percosso la moglie il gruppetto di malviventi ottiene le informazioni perciò legano entrambi i proprietari di casa a una sedia e poi fanno irruzione nel laboriatorio. Iniziano a portar via tutto. La porta della stanza che è a tempo si chiude e i tre rimangono chiusi dentro. Nel frattempo i due proprietari si liberano. 
L’orafo, può vedere i tre rinchiusi tramite una cam e con loro parla, dimostrando di conoscere bene le loro vite. In pochissimo tempo riesce a metterli uno contro l’altro. Al culmine di una lite Roberto uccide Stefano. Arianna dapprima assale Roberto, poi sentendo parlottare gli anziani in un’altra stanza decide di mettersi d’accordo con Roberto per fuggire. Trovano una sorta di vuoto dietro una parete, e riscono a aprirla. Scendono di corsa le scale pensando di scappare e invece si trovano in un laboratorio medico. Vedono una donna mezza agonizzante su un lettino, ma non fanno in tempo a farsi domande che un gas li addormenta, si svegliano legati al letto pronti per essere privati degli occhi.
Per Roberto l’operazione riesce, gli vengono estirpati gli occhi e gli vengono impiantati quelli creati da l’orafo. Dopo poco però non regge al trauma e muore. Quando tocca a Arianna, lei riesce a liberarsi, ad uccidere l’orafo e a prendere a martellate il figlio appena sopraggiunto (che per conto della famiglia cerca vittime tra i criminali) ma la sua fuga dura poco. Infatti sopraggiunta alle sue spalle la moglie dell'orafo le inietta con una siringa un potente sonnifero. Arianna cosi si ritrova nuovamente legata al letto, questa volta per essere operata dal figlio dell'orafo. Il film termina con il figlio che serve del the con pasticcini fuori in giardino alla anziana madre e ad Arianna trasformatasi in una sorta di ebete sorridente dagli occhi luminosi la quale ha dunque superato l'operazione.

## Produzione
Il film è stato girato nei comuni di Jesi, Monsano, Cupramontana, Castelplanio nelle Marche, Riccione e Rimini in Emilia Romagna.

## Distribuzione
Il film è stato presentato in anteprima internazionale al Grimmfest di Manchester nell'ottobre del 2022 dove è stato premiato per la migliore sceneggiatura. Il lungometraggio è stato distribuito successivamente nelle sale italiane a partire dal 21 febbraio 2023.